# Kasselrij Kortrijk
De kasselrij Kortrijk was een kasselrij rond de stad Kortrijk in het graafschap Vlaanderen van de middeleeuwen tot het einde van het ancien régime. Deze kasselrij omvatte de streek rond de stad Kortrijk en werd begrensd door de kasselrij Rijsel, kasselrij Ieper, het Brugse Vrije, de kasselrij Oudburg (Gent) en, in een latere fase, de kasselrij Oudenaarde. De kasselrij Kortrijk was een rijk landbouwgebied. Het had een eigen burggraaf, die zetelde in het kasselrijhuis gelegen aan de Grote Markt in Kortrijk.

## Geschiedenis
De oorsprong van de kasselrij Kortrijk moet worden gezocht in de pagus Flandrensis. Pagi zijn bestuurlijke gebieden uit de Frankische periode die ten oorsprong liggen aan de latere kasselrijen. Het centrum van de kasselrij zal de Kortrijkse Grote Markt worden, waar zich vandaag nog steeds, naast het Kortrijkse stadhuis en het Belfort, het Kasselrijhuis bevindt. De leiding van de kasselrij was in handen van een burggraaf, die door de Vlaamse graaf werd benoemd.
De Kasselrij Kortrijk behoorde tot de vijf initiële kasselrijen die door graaf Boudewijn V van Vlaanderen waren ingesteld. Deze waren naast de kasselrij Kortrijk ook het Brugse Vrije, Oudburg (Gent), kasselrij Sint-Omaars (Saint-Omer) en kasselrij Doornik. (Aanvankelijk was Kortrijk afhankelijk van Doornik; vanaf 1067 werd het een onafhankelijke kasselrij). In het huidige Frans-Vlaanderen ontstonden later ook kasselrijen: Rijsel, Dowaai en Orchies.
Het aantal kasselrijen werd later meerdere malen uitgebreid. Omdat Vlaanderen na het Verdrag van Athis-sur-Orge jaarlijks een oorlogsbelasting aan de Franse koning moest betalen, werd de administratieve inning aan de kasselrijen toevertrouwd. Er was echter geen militaire of gerechtelijke bevoegdheid meer verbonden aan de kasselrijen. Al te grote gebieden werden toen opgedeeld in kleinere. Op die manier werd de kasselrij Oudenaarde afgesplitst van de kasselrij Kortrijk.

## Organisatie

### De initiële Kasselrij Kortrijk
Aanvankelijk bestaat de kasselrij Kortrijk uit verschillende roeden en heel wat parochies. De roeden vormen de schakel tussen het bestuur van de kasselrij en de lokale overheden. 
De kasselrij Kortrijk omvatte op een bepaald ogenblik de parochies:
| - Zwevezele - Wingene - Egem - Pittem - Tielt - Ruiselede - Kanegem - Poeke - Aarsele - Wontergem - Vinkt - Zevergem - Deinze - Grammene - Astene - Petegem - Machelen - Olsene - Gottem - Dentergem - Markegem - Oeselgem - Wakken - Sint-Baafs-Vijve - Oostrozebeke - Meulebeke - Kachtem - Izegem - Ingelmunster - Sint-Eloois-Winkel - Lendelede - Hulste | - Bavikhove - Ooigem - Wielsbeke - Sint-Eloois-Vijve - Zulte - Waregem - Desselgem - Beveren-Leie - Deerlijk - Vichte - Harelbeke - Kuurne - Heule - Gullegem - Moorsele - Dadizele - Geluwe - Menen - Wevelgem - Bissegem - Kortrijk-buiten - Zwevegem - Sint-Denijs - Bellegem - Rollegem - Marke - Aalbeke - Lauwe - Rekkem - Moeskroen - Lowingen - Herzeeuw | - Dottenijs - Kooigem - Spiere - Helkijn - Bossuit - Moen - Heestert - Avelgem - Outrijve - Otegem - Ingooigem - Tiegem - Kaster - Anzegem - Petegem - Kerkhove - Waarmaarde - Moregem - Wortegem - Nokere - Ooike - Eine - Bevere - Wannegem Lede - Kruishoutem - Huise - Mullem - Ouwegem - Asper - Zingem - Heurne |

### De kasselrij Kortrijk vanaf de 14de eeuw
Van het uitgestrekte gebied van de Kasselrij Kortrijk werd in de 14e eeuw de kasselrij Oudenaarde afgesplitst. Op die manier ontstond een kasselrij die bestond uit vijf roeden:
- Deinze
- Harelbeke
- Menen
- Tielt
- Dertien Parochies